# 보야카 치코 FC
보야카 치코 F.C.(Boyacá Chicó F.C.)은 콜롬비아의 수도 보고타를 연고로 하는 축구팀이다. 이 팀은 2002년에 창단하였다.

## 선수 명단

### 현역
참고: FIFA 자격 규정에 따라 소속된 국가대표팀 국기를 표시합니다. 선수는 복수의 FIFA 비회원국 국적을 가지고 있을 수 있습니다.
| 번호 | 포지션 | 국적 | 이름 |
| ---- | ------ | ---- | ---- |

| 번호 | 포지션 | 국적 | 이름 |
| ---- | ------ | ---- | ---- |